# Petr Záhrobský
Petr Záhrobský, né le 30 novembre 1980 à Jilemnice, est un skieur alpin tchèque. Il est actif entre 1995 et 2012.

## Biographie
Il connait sa première grande expérience Internationale en participant aux Championnats du monde 2001.
Aux Jeux olympiques d'hiver de 2002, il est 24e du super G et 31e de la descente. Aux Jeux olympiques d'hiver de 2006, il est 34e de la descente et 32e du super G et abandonne le slalom géant. Aux Jeux olympiques d'hiver de 2010, il est 36e de la descente et 34e du super G. Entre-temps, il est notamment 21e du super-combiné aux Mondiaux de Saint-Moritz en 2003 et 24e en descente aux Mondiaux 2009 à Val d'Isère pour ses meilleurs résultats en championnat du monde.
Il fait ses débuts en Coupe du monde en décembre 2004 et obtient son meilleur résultat en décembre 2009 à la descente de Val Gardena (21e). Il est classé dans cette compétition lors de la saison 2008-2009 et 2009-2010. Il prend sa retraite sportive en 2012.
En Coupe d'Europe, il gagne sept épreuves dont six super G et une descente. Il finit troisième du classement général en 2009. 
À l'Universiade d'hiver de 2007, à Bardonnèche, il remporte la médaille d'or du super G.
Il est le frère de la skieuse alpine Šárka Strachová.

## Palmarès

### Jeux olympiques
| Édition / Épreuve      | Descente | Super G | Slalom géant |
| ---------------------- | -------- | ------- | ------------ |
| JO 2002 Salt Lake City | 31e      | 24e     |              |
| JO 2006 Turin          | 34e      | 32e     | Abandon      |
| JO 2010 Vancouver      | 36e      | 34e     |              |

### Championnats du monde
| Épreuve / Édition | Sankt Anton 2001 | Saint-Moritz 2003 | Bormio 2005 | Åre 2007 | Val d'Isère 2009 | Garmisch-Partenkirchen 2011 |
| ----------------- | ---------------- | ----------------- | ----------- | -------- | ---------------- | --------------------------- |
| Descente          |                  |                   |             | 37e      | 24e              |                             |
| Super G           |                  | 33e               | 35e         | Abandon  | 27e              | Abandon                     |
| Slalom géant      | Abandon          | 31e               | 31e         | 32e      |                  |                             |
| Combiné           |                  | 21e               |             | 26e      | Abandon          |                             |

### Coupe du monde
- Meilleur classement général : 122e en 2010.
- Meilleur résultat : 21e.

| Année/Classement | Général | Général | Descente | Descente | Slalom | Slalom | Slalom géant | Slalom géant | Super G | Super G | Combiné | Combiné |
| Année/Classement | Class.  | Points  | Class.   | Points   | Class. | Points | Class.       | Points       | Class.  | Points  | Class.  | Points  |
| ---------------- | ------- | ------- | -------- | -------- | ------ | ------ | ------------ | ------------ | ------- | ------- | ------- | ------- |
| 2009             | 137e    | 8       | 51e      | 6        | -      | -      | -            | -            | 50e     | 2       | -       | -       |
| 2010             | 122e    | 14      | 48e      | 10       | -      | -      | -            | -            | 51e     | 4       | -       | -       |

### Universiades
- Bardonnèche 2007 : 
  -  Médaille d'or en super G.

### Coupe d'Europe
- 3e du classement général en 2009.
- Vainqueur du classement de super G en 2009 et 2010.
- 7 victoires.

### Championnats de République tchèque
- Champion du super G en 2003, 2006 et 2011.
- Champion du slalom géant en 2002, 2005, 2007 et 2009.